# Kineo Kuwabara
Kineo Kuwabara (japanisch 桑原 甲子雄; geb. 9. Dezember 1913 in Tokio; gest. 10. Dezember 2007) war ein japanischer Fotograf und Publizist. Er wurde bekannt durch Fotografien des Alltagslebens in Tokio in den 1930er Jahren.
Geboren in Tokio, besuchte Kuwabara, Sohn eines Pfandleihers, zunächst von 1927 bis 1931 die Tokyo Municipal Dai-Ni High School. Während dieser Zeit begann er bereits, sich die Fotografie selbst beizubringen und nutzte dabei eine Leica-Kamera. 1940 war er im Auftrag des Militärs Fotograf in der Mandschukuo-Region. Von 1948 bis 1953 war er Chefredakteur von Ars Camera (japanisch Arsカメラ), einer japanischen Fachzeitschrift für Kameras. Es folgten weitere Stationen bei Foto- und Kameramagazinen wie Sankei Camera, Camera Geijutsu und Shyashin Hihyo, bevor er 1965 Professor an der Tama Art School wurde. Diese Position hatte er bis 1970 inne und war anschließend ab 1972 Professor am Tokyo College of Photography (japanisch 東京綜合写真専門学校). Von 1954 bis 1965 war Kuwabara Präsident der Japan Photo Critics’ Association und Direktor der Japan Photographic Association. Letztes Amt hatte er erneut ab 1979 inne.
1973 wurde Kuwabara einer breiten Öffentlichkeit erst durch seine Ausstellung Tokyo 1936 bekannt. Diese zeigte im Tokioter Stadtteil Ginza Bilder, die der Fotograf bereits 1936 bis 1938 in Tokio gemacht hatte. Es handelte sich um die erste öffentliche Präsentation von Fotos aus den 1930er Jahren in Japan. Parallel zur Ausstellung erschien ein Buch. Heute gilt Kuwabara als einer der bedeutendsten Straßenfotografen Japans, der vor allem Alltagsszenen zeigte. Er stellte oft eine gewisse Nähe zwischen den abgebildeten Personen und sich selbst und damit dem Betrachter her. Er selbst beschrieb dies einmal so:

“Unable to escape from the domain of photography, my face can be seen in every one of my pictures: and that is my main concern and ideal in photographic art.”

„Unfähig, dem Bereich der Fotografie zu entkommen, kann mein Gesicht in jedem meiner Bilder gesehen werden: und das ist mein Hauptanliegen und Ideal in der Kunst der Fotografie.“

Auch während der politisch angespannten 1930er Jahre („2-26-Zwischenfall“) zeugten seine Fotos von einer gewissen Unbekümmertheit und Leichtigkeit. Insbesondere Kuwubaras spätere Fotografien waren Farbfotos, die meisten seiner Werke sind in Schwarzweiß gehalten.
Kuwabara starb am 10. Dezember 2007 an Altersschwäche. Sein Tod wurde allerdings erst im Februar 2008 bekannt.

## Ausstellungen (Auswahl)
- 1974: Tokyo 1936, Ginza, Tokio
- 1975: Manchuria 1940, Ginza, Tokio
- 1979: Canal Cities: Venice and Amsterdam, Olympus Gallery, Tokio
- 1981: Ufficio dell’Arte, Paris
- 2014: Kineo Kuwabara’s Photographs; Tokyo Sketches of 60 Years, Setagaya Art Museum, Tokio